# カルロス・アスクエス
カルロス・アントニオ・アスクエス・アビラ（Carlos Antonio Ascues Ávila、1992年6月19日 - ）は、ベネズエラ・カラカス出身のサッカー選手。プリメーラ・ディビシオン・CDウニベルシダ・セサル・バジェホ所属。ポジションはDF。ペルー代表。

## 経歴

### クラブ
アリアンサ・リマの下部組織で育成され、2011シーズンにトップチームに昇格。2011年5月のスポルト・ウアンカヨ戦でデビューを果たした。
2012年8月、SLベンフィカに移籍。
2013年8月、パネトリコスFCに移籍。2014年1月、ウニベルシダ・サン・マルティンに一年間のレンタルで加入。
2015年2月、FBCメルガルに移籍。
2015年7月、150万ユーロでVfLヴォルフスブルクに移籍。2017年1月、古巣メルガルにレンタルで復帰。

### 代表
U20ペルー代表ではキャプテンを務めた。2014年8月のパナマ戦でA代表初キャップ。